# 어떡할래 이에야스
《어떡할래 이에야스》(일본어: どうする家康)는 2023년년 1월부터 12월까지 매주 일요일 20:00 ~ 20:45에 NHK 대하드라마 계열의 〈일요일〉 시간대에서 방송된 텔레비전 드라마이다.

## 개요
마츠모토 준 주연의 NHK 대하드라마 62번째 작품이다.

## 기획 의도
지금, 가장 기대되는 각본가 중 한 사람인 코사와 료타가 새로운 시점으로, 모두가 아는 역사상의 유명인 도쿠가와 이에야스의 생애를 그린다.
한 연약한 소년이 난세를 끝낸 기적과 희망의 이야기이다. 나라를 잃고, 아버지를 잃고, 어머니와 떨어져 마음에 상처를 입은 외로운 소년 타케치요는, 이마가와가의 인질로서 조용히 생을 마감할 것이라고 생각하고 있었다. 그러나, 미카와 사무라이의 열정에 의해 약소국의 주인공으로 살아갈 운명을 받아들이고 오다 노부나가, 다케다 신겐이라는 괴물이 할거하는 난세에 뛰어들었다.

## 등장인물

### 마츠다이라 세력

#### 마츠다이라가
마츠다이라 이에야스
(마츠다이라 모토야스 → 마츠다이라 이에야스)
배우：마츠모토 준 (유소년기 / 타케치요：카와구치 와쿠)
주인공. 후의 도쿠가와 이에야스.

## 스태프
- 각본 : 코사와 료타
- 제작총괄 : 이소 토모아키
- 프로듀서 : 무라야마 슌페이, 가와구치 슌스케 * 연출 : 무라하시 나오키, 카와카미 츠요시, 오노 미치토무
- 시대 고증 : 고와다 테쓰오, 히라야마 유
- 풍속 고증 : 사타 요시히코
- 예능 고증 : 토모요시 학심
- 인물 디자인 감수: 츠게 이사오